# Liste des cuisines africaines

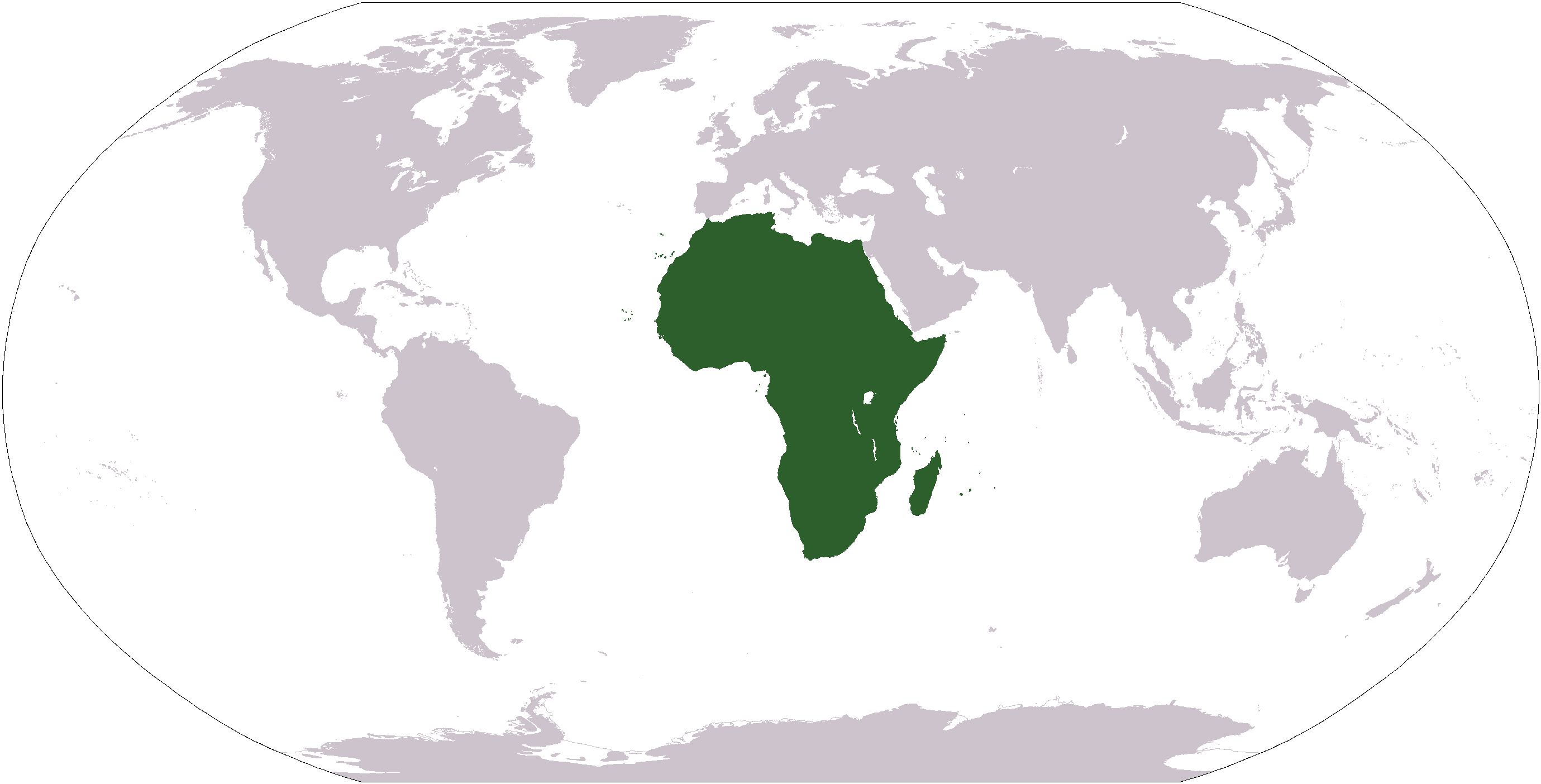
L'Afrique.

Ceci est une liste de cuisines africaines . Une cuisine est un style caractéristique de pratiques et de traditions culinaires, souvent associé à une culture spécifique. Les différentes cuisines africaines utilisent une combinaison de fruits, de céréales et de légumes disponibles localement, ainsi que de produits laitiers et carnés. Dans certaines parties du continent, le régime alimentaire traditionnel se caractérise par une prépondérance de produits à base de lait, de lait caillé et de lactosérum. La composition démographique diversifiée du continent se reflète dans les nombreuses habitudes alimentaires et de consommation, les plats et les techniques de préparation de ses multiples populations.

## Cuisines d'Afrique centrale

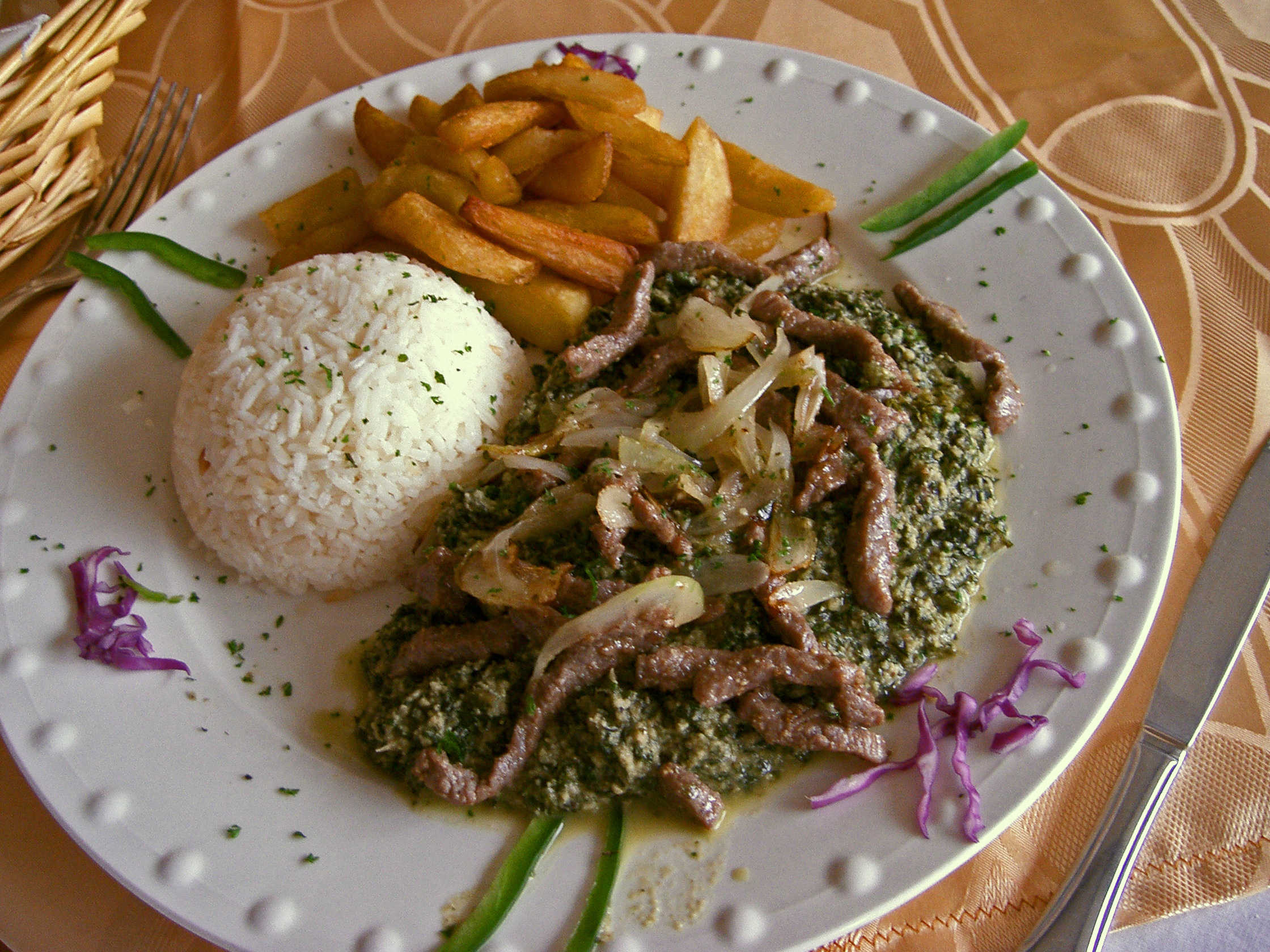
Le Ndolé est le plat national du Cameroun.

L'Afrique centrale s'étend des montagnes du Tibesti au nord jusqu'au vaste bassin de forêt tropicale du fleuve Congo, les hauts plateaux du Kivu et la savane du Katanga.
Cette région a reçu l'influence culinaire des Swahilis (culture qui a évolué via la combinaison des cultures bantoue, yéménite, omanaise et indienne) lors de la traite des esclaves en Afrique de l'Est. Les influences culinaires swahili se retrouvent dans des plats tels que le mandanzi, le riz pilaf, le kachumbari, le sambsusa et le kuku paka.
La cuisine d'Afrique centrale a également été influencée par les Portugais, en passant par les royaumes Kongo et Ndongo. Le poisson salé a été introduit à la suite du commerce à la fin du XVIIe siècle, et le terme Kikongo pour le poisson salé, makayabu, vient du terme portugais bacalhau (ba-cal-ha-u).
L'influence culinaire portugaise est particulièrement importante en Angola, à Sao Tomé et en Guinée équatoriale. L'Afrique centrale a également été influencée par la cuisine des régions d'Afrique de l'Est, de l'Ouest et australe en raison de leur proximité, par exemple le babuté / bobotie est partagé avec le sud, le nyama choma avec l'est et les gombos avec l'Afrique de l'Ouest.
Les principaux ingrédients sont les plantains, le manioc, le riz, le kwanga (boulette de manioc) et l'igname. Les féculents de type fufu sont généralement fabriqués à partir de racines de manioc fermentées, mais ils peuvent également être préparés avec du plantain, du maïs, du maïs et de l'igname. Le fufu est servi sous forme de buffet avec de la viande grillée, du poisson, des ragoûts, des légumes verts et du piment. Une variété d'ingrédients locaux sont utilisés lors de la préparation d'autres plats comme le ragoût d'épinards cuit avec des tomates, des poivrons, des piments, des oignons et du beurre de cacahuète. L'Afrique centrale orientale est également l'une des rares régions d'Afrique à utiliser la pomme de terre comme l'une de ses principales bases, car celle-ci pousse facilement dans la région.
Les plants de manioc sont également consommés sous forme de légumes verts cuits. Un ragoût d'arachides (cacahuètes) est également préparé, contenant du poulet, du gombo, du gingembre et d'autres épices. Le bœuf et le poulet sont les plats de viande préférés, mais des préparations de viande de brousse contenant du crocodile, de l'éléphant, de l'antilope et du phacochère sont également servies occasionnellement,,,,. Un autre favori est le bambara, une bouillie de riz, de beurre de cacahuète et de sucre. Le jomba est le regroupement d'aliments dans des feuilles de plantain vertes fraîches, puis de les faire cuire sur des charbons ardents ou sur le feu.
- La cuisine camerounaise est l'une des plus variées d'Afrique en raison de sa situation au carrefour entre le nord, l'ouest et le centre du continent; Cette diversité culinaire s’explique également par la richesse culturelle du pays, qui compte plus de 250 ethnies, chacune possédant ses propres traditions gastronomiques. La cuisine camerounaise se distingue aussi par l’usage varié des épices, des condiments locaux et des méthodes de préparation très variées.
- La cuisine congolaise de la République démocratique du Congo est l'une des cuisines les plus diversifiées du continent puisqu'elle se situe entre l'Afrique orientale et australe et a reçu des influences culinaires  portugaises, moyen-orientales et indiennes via le swahili. Le poulet moambe est le plat national.
- La cuisine centrafricaine, en République centrafricaine, comprend des influences du Moyen-Orient et de la France.

## Cuisines d'Afrique de l'Est

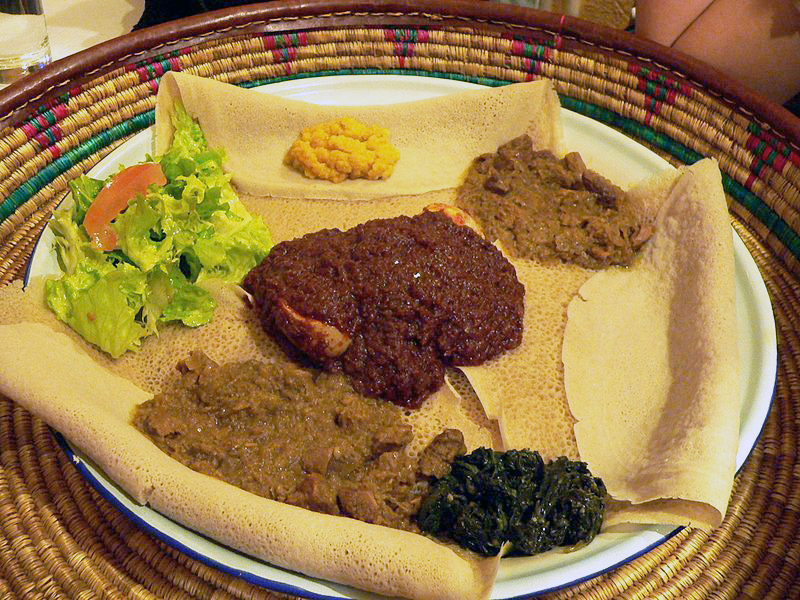
Le pain Injera et plusieurs sortes de wat (ragoût) sont typiques de la cuisine éthiopienne et érythréenne.

L'Afrique de l'Est est la région orientale du continent africain, définie de manière variable par la géographie ou la géopolitique. Dans le schéma des régions géographiques de l'ONU, 19 territoires constituent l'Afrique de l'Est: C'est une vaste région avec de nombreuses cuisines diverses.
- Cuisine burundaise - Le Burundi possède un territoire plein de montagnes, de savanes et de champs agricoles, avec des forêts autour des rivières et des eaux. L'agriculture s'étend sur 80% de la surface du pays et elle comprend surtout le café, le thé, le maïs, les haricots et le manioc.
- La cuisine érythréenne est une fusion des traditions culinaires indigènes de l'Érythrée et de la longue histoire d'échanges commerciaux et sociaux de la région avec d'autres régions et cultures.
- La cuisine éthiopienne et la cuisine érythréenne se composent généralement de plats épicés de légumes et de viande, généralement sous forme de wat (ou wot ), un ragoût épais, servi sur l'injera, un grand pain plat au levain, qui mesure environ 50 centimètres (19,68503935 pouces) de diamètre et fabriqué à partir de farine de teff fermenté. Les Éthiopiens mangent avec leur main droite, en utilisant des morceaux d' injera pour ramasser des bouchées d'entrées et de plats d'accompagnement. Les ustensiles sont rarement utilisés avec ce plat.
- La cuisine kényane - Il n'y a pas de plat singulier qui représente tout le Kenya. Différentes communautés ont leurs propres aliments indigènes. Les aliments de base sont le maïs et d'autres céréales selon les régions dont le mil et le sorgho consommés avec diverses viandes et légumes. Les aliments universellement consommés au Kenya sont l'ugali, le sukuma wiki et le nyama choma.
- La cuisine somalienne varie d'une région à l'autre et est une fusion des traditions culinaires somaliennes indigènes avec des influences des cuisines yéménites, persanes, indiennes et italiennes.
- La cuisine tanzanienne - Le long des régions côtières ( Dar es Salaam, Tanga, Bagamoyo, Zanzibar et Pemba), les plats épicés sont courants et le lait de coco est également très utilisé. Les régions du continent tanzanien ont également leurs propres aliments uniques.
- La cuisine ougandaise se compose de styles de cuisine, de pratiques, d'aliments et de plats traditionnels et modernes en Ouganda, avec des influences anglaises, arabes, asiatiques et surtout indiennes. Comme les cuisines de la plupart des pays, elle varie en complexité, de la plus basique, une farce féculente avec une sauce de haricots ou de viande, aux repas à plusieurs plats servis dans les maisons de la classe supérieure et les restaurants haut de gamme.
- La cuisine maasaï - Le régime alimentaire de base des Maasai se compose de lait de vache et de farine de maïs. La cuisine se compose également de soupes de plantes et de fruits. Plus récemment, les Maasai sont devenus dépendants de la nourriture produite dans d'autres régions telles que la farine de maïs, le riz, les pommes de terre et le chou (connus des Maasai sous le nom de "feuilles de chèvre").

## Cuisines nord-africaines

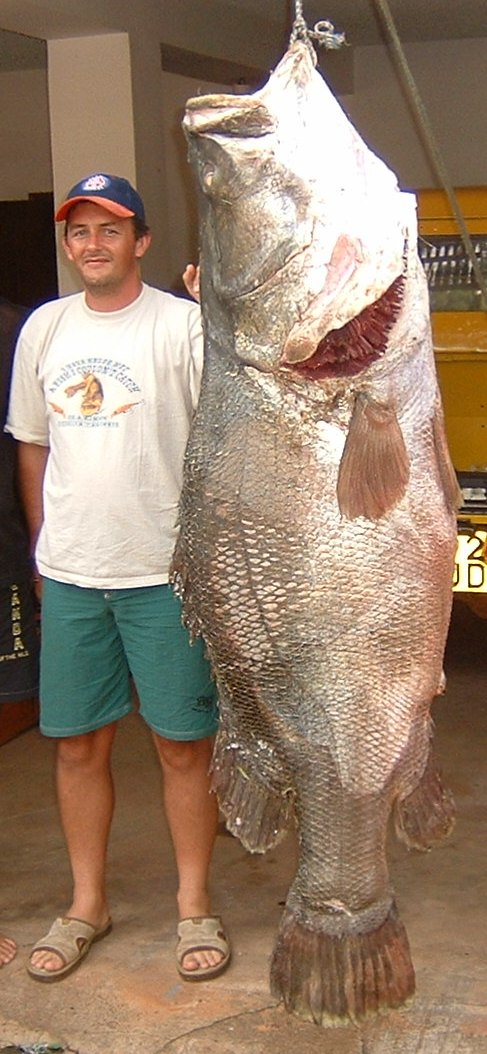
La perche du Nil est l'un des plus grands poissons d'eau douce du monde et une source de nourriture importante. Elle peut dépasser six pieds de long et peser jusqu'à 440 lbs, bien que beaucoup soient capturées avant de devenir aussi grosses. Elle est répandue dans une grande partie du domaine afrotropical.

- La cuisine des pays du Maghreb comprend des cuisines des régions le long de la mer Méditerranée[17], des régions intérieures et comprend plusieurs nations, dont l'Algérie, l'Égypte, la Libye, le Maroc et la Tunisie.
Dans la cuisine nord-africaine, les aliments de base les plus courants sont la viande, les fruits de mer, la chèvre, l'agneau, le bœuf, les dattes, les amandes, les olives, divers légumes et fruits.
Parce que la région est majoritairement musulmane, les viandes halal sont généralement consommées. Les plats maghrébins/berbères les plus connus à l'étranger sont sûrement le couscous et le tajine.

- - La cuisine algérienne est une fusion distincte des cuisines berbère, arabe, ottomane et française.
    - Vin algérien

  - La cuisine égyptienne se compose des traditions culinaires locales de l'Égypte. La cuisine égyptienne fait un usage intensif de légumineuses et de légumes, car la riche vallée et le delta du Nil en Égypte produisent de grandes quantités de cultures de haute qualité.
    - vin égyptien

  - La cuisine libyenne est constituée des traditions culinaires, des pratiques, des aliments et des plats associés au pays libyen. La cuisine s'inspire beaucoup des traditions culinaires de la Méditerranée et de l'Afrique du Nord, avec une influence italienne, héritage de l'époque où la Libye était une colonie italienne.
  - La cuisine marocaine est extrêmement diversifiée, grâce à l'interaction du Maroc avec d'autres cultures et nations au cours des siècles. La cuisine marocaine a subi des influences berbères, mauresques, méditerranéennes et moyen-orientales. Les cuisiniers des cuisines royales de Fès, Meknès, Marrakech, Rabat et Tétouan l'ont affiné au fil des siècles et ont créé la base de ce que l'on appelle aujourd'hui la cuisine marocaine.
    - vin marocain

  - La cuisine soudanaise varie selon les régions et a été influencée par les influences interculturelles sur le Soudan à travers l'histoire. En plus des peuples indigènes africains, la cuisine a été influencée par les commerçants et les colons arabes de l'Empire ottoman, qui ont introduit des épices telles que le poivron rouge et l'ail.
  - La cuisine tunisienne est la cuisine de la Tunisie, un mélange de traditions culinaires méditerranéennes et désertiques. Son ardeur épicée distinctive vient des pays méditerranéens voisins et des nombreuses civilisations qui ont gouverné la terre maintenant connue sous le nom de Tunisie : Phéniciens, Romains, Arabes, Empire ottoman, Français et le peuple berbère indigène.

## Cuisines d'Afrique australe

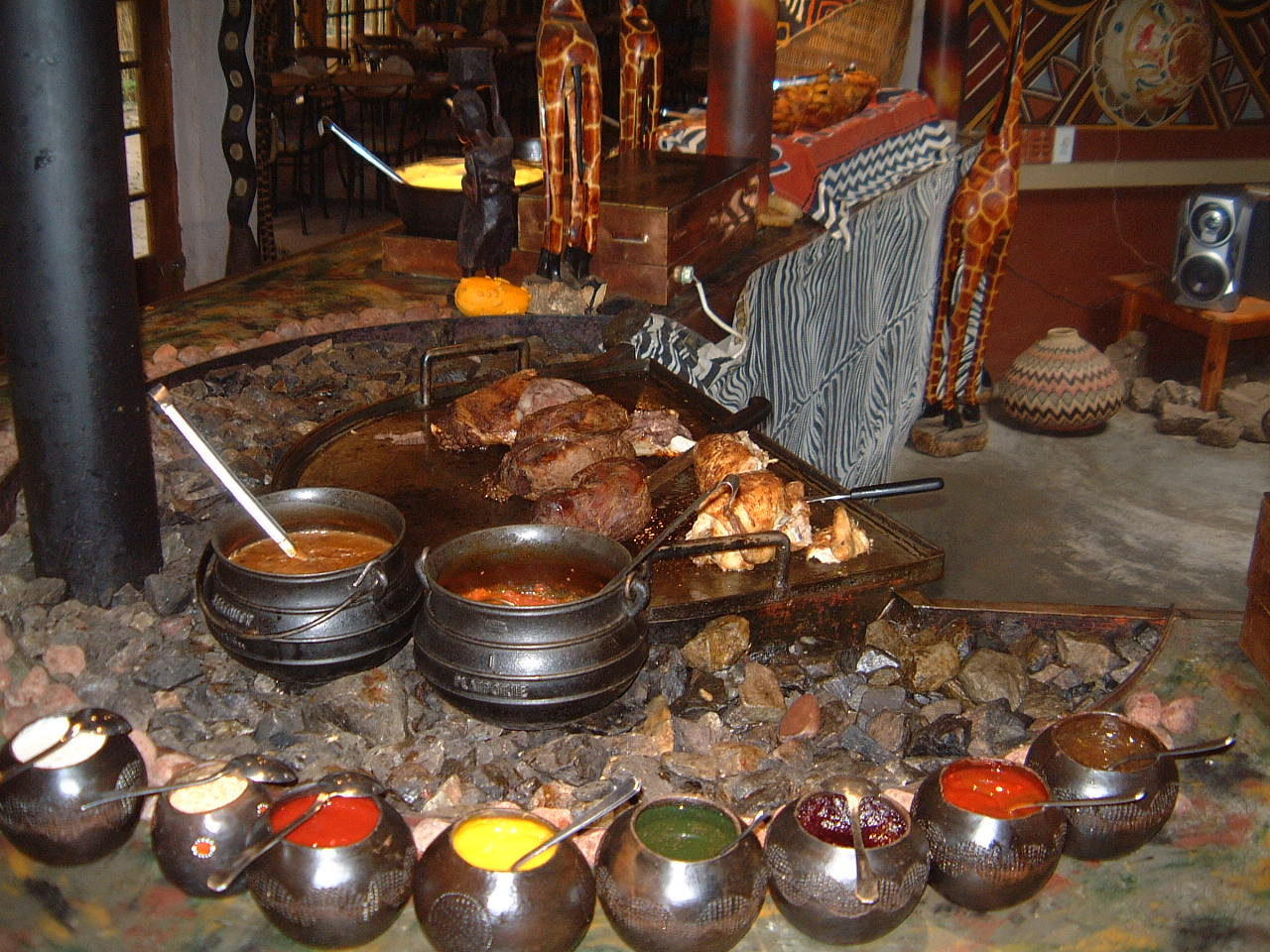
Cuisine traditionnelle sud-africaine.

- La cuisine sud-africaine est parfois appelée « cuisine arc-en-ciel »[18], car elle est basée sur des cuisines indigènes multiculturelles et variées. Les plats au curry sont populaires avec le jus de citron parmi les personnes de toutes origines ethniques ; de nombreux plats sont venus dans le pays avec les milliers d'ouvriers indiens amenés en Afrique du Sud au XIXe siècle. La cuisine sud-africaine combine celle pratiquée par les peuples autochtones d'Afrique du Sud tels que les Khoisan et les Xhosa, les peuples parlant le zoulou et le sotho, et la cuisine des colons issue de plusieurs vagues d'immigration, introduite pendant la période coloniale par des peuples indiens et de descendance afrikaner et britannique et leurs esclaves et serviteurs. Les influences incluent les pratiques indigènes et la cuisine pratiquée par tous ces immigrants. Leur nourriture de base est la bouillie préparée avec de la semoule de maïs et de l'eau bouillie. Les Sud-Africains apprécient également ce plat servi avec de la viande de braai. Ceci est généralement servi lors de rassemblements sociaux.
  - vin sud-africain
  - Vin du Cap occidental

- La cuisine botswanaise est unique, mais partage également certaines caractéristiques avec d'autres cuisines d'Afrique australe. Des exemples d'aliments du Botswana comprennent les vers pap, samp, vetkoek et mopane. Un aliment unique au Botswana est le seswaa, une purée de viande fortement salée.

- - La cuisine malgache est la cuisine de Madagascar, au large de la côte sud-est de l'Afrique. Les Malgaches sont pour la plupart d'origine polynésienne malaise, ainsi que d'ascendance africaine, arabe, indienne et européenne. Le riz est un aliment de base courant et les fruits et légumes occupent une place importante dans la cuisine. Ananas, mangues, pêches, raisins, avocats et litchi sont cultivés sur l'île. Les viandes comprennent le poulet, le bœuf et le poisson, et les plats au curry sont courants. Un aliment courant est le laoka, un mélange d'aliments cuits servi avec du riz. Les laoka sont le plus souvent servis dans une sorte de sauce : dans les hautes terres, cette sauce est généralement à base de tomate, tandis que dans les zones côtières, du lait de coco est souvent ajouté pendant la cuisson[19].

- Cuisine mauricienne
- La cuisine namibienne est la cuisine de la Namibie. Elle est influencée par la cuisine pratiquée par les peuples autochtones de Namibie et la cuisine des colons introduite pendant la période coloniale par des personnes d'origine allemande, afrikaner et britannique.
  - Vin namibien
- La cuisine zimbabwéenne - Comme dans de nombreux pays africains, la majorité des Zimbabwéens dépendent de quelques aliments de base. La semoule de maïs est utilisée pour préparer la sadza ou l’isitshwala et la bouillie connue sous le nom de bota ou ilambazi. La cuisine zimbabwéenne comprend également des fruits et légumes tels que l'imbhida, également connu sous le nom de chou frisé africain[21]. Le maïs est également utilisé pour préparer des plats tels que l’umxhanxa (avec de la citrouille bouillie).

## Cuisines ouest-africaines

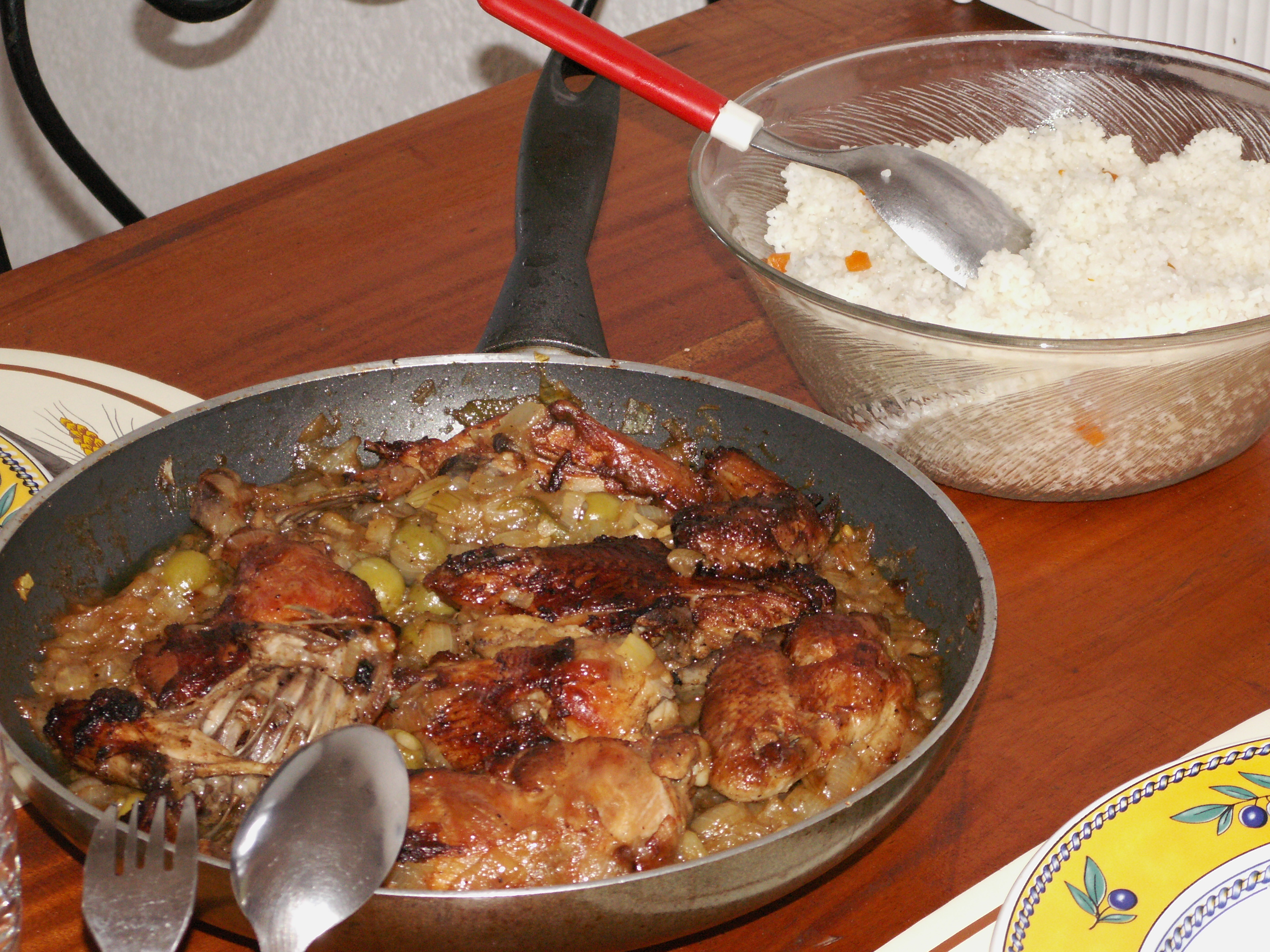
Le yassa est un plat populaire dans toute l'Afrique de l'Ouest, préparé avec du poisson ou du poulet, comme sur cette photo.

La cuisine ouest-africaine englobe de nombreuses cuisines régionales et ethniques distinctes dans les pays d'Afrique de l'Ouest, une vaste zone géographique aux climats allant du désert au tropical. Certaines plantes indigènes de la région, telles que les arachides haoussa, les pois cajan et les niébés, fournissent des protéines alimentaires aux personnes et au bétail. De nombreuses épices, stimulants et herbes médicinales importantes sont originaires des forêts à feuilles persistantes et à feuilles caduques d'Afrique de l'Ouest. Les anciens Africains ont domestiqué la noix de kola et le café, maintenant utilisés en boisson dans le monde entier.

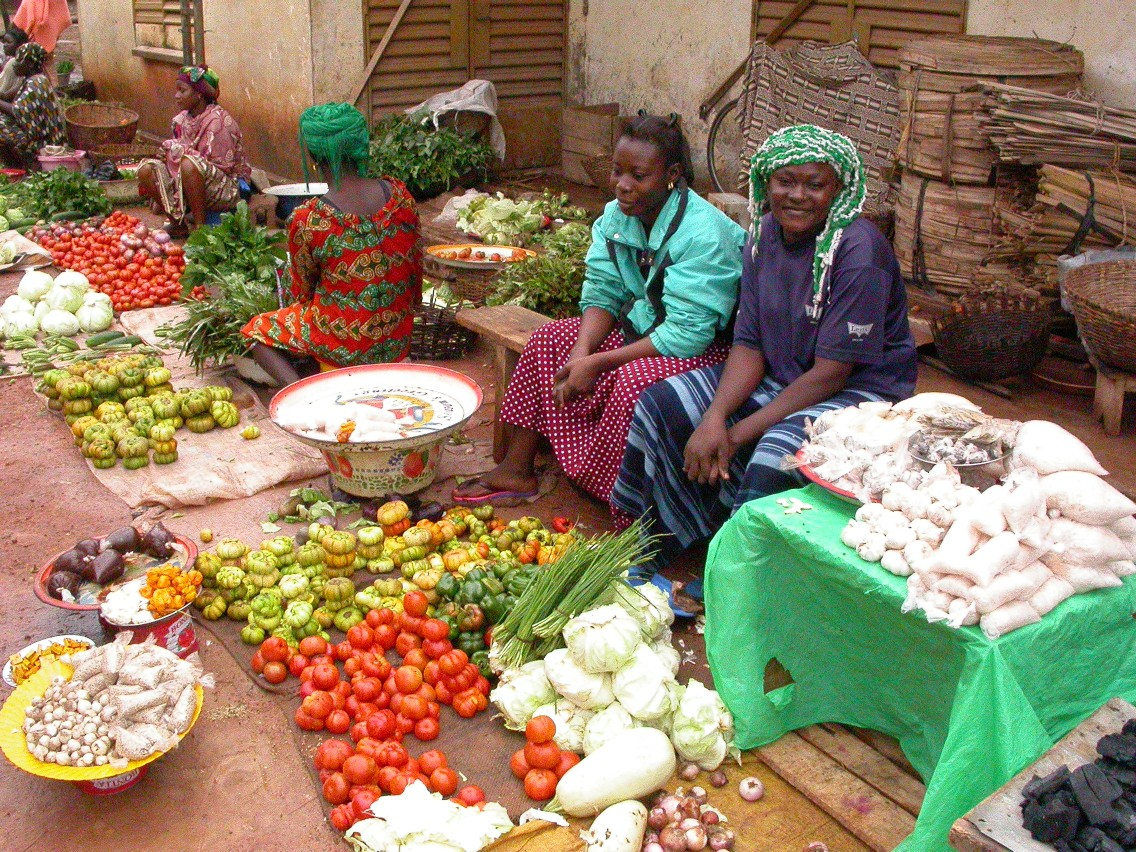
Marché central de Léo, au Burkina Faso.

- La cuisine burkinabé est la cuisine du Burkina Faso. Elle est similaire aux cuisines de nombreuses régions d'Afrique de l'Ouest et repose sur des aliments de base comme le sorgho, le millet, le riz, le maïs, les arachides, les pommes de terre, les haricots, les ignames et le gombo[22]. La viande grillée est courante, en particulier le mouton, la chèvre, le bœuf et le poisson[23].
- La cuisine ghanéenne est la cuisine du Ghana. Il existe divers plats traditionnels. Les aliments varient également selon la saison, l'heure de la journée et l'occasion.
- La cuisine ivoirienne, cuisine traditionnelle de la Côte d'Ivoire, est basée sur les tubercules, les céréales, le poulet, les fruits de mer, le poisson, les fruits frais, les légumes et les épices. Elle est très similaire à celle des pays voisins d'Afrique de l'ouest. Les aliments de base courants comprennent les céréales et les tubercules. La Côte d'Ivoire est l'un des plus grands producteurs de fèves de cacao au monde, et produit également de l'huile de palme et du café.
- Cuisine nigériane - Comme d'autres cuisines ouest-africaines, elle utilise des épices et des herbes en conjonction avec de l'huile de palme ou de l'huile d'arachide pour créer des sauces et des soupes profondément aromatisées, souvent préparées très chaudes avec des piments. Les fêtes nigérianes sont colorées et somptueuses, tandis que les collations aromatiques du marché et du bord de la route cuites sur des barbecues ou frites dans l'huile sont abondantes et variées[24].
- La cuisine sénégalaise a été influencée par celles de la France, du Portugal et d'Afrique du Nord, ainsi que par de nombreux groupes ethniques, le plus important étant les Wolof ; l'islam, qui a pénétré pour la première fois dans la région au XIe siècle, et diverses cultures européennes, en particulier les Français, qui ont occupé le pays comme une colonie jusqu'en 1960.
- La cuisine sierraléonaise, pratiquée au Sierra Leone, comprend du pain de manioc, du poisson frit et de la soupe de gombo.
- la cuisine guinéenne, s'appuie traditionnellement sur les céréales et les tubercules, tels que le fonio, le manioc, l'igname et le taro, mais le riz, apparu plus tard, est devenu l'aliment de base de la majorité des Guinéens[25].

## Par pays
- Cuisine nord-africaine

- - Cuisine algérienne
  - Cuisine égyptienne
  - Cuisine libyenne
  - Cuisine mauritanienne
  - cuisine marocaine
  - Cuisine soudanaise
  - Cuisine tunisienne
  - Cuisine du Sahara occidental

- Cuisine d'Afrique de l'Est

- - Cuisine burundaise
  - Cuisine djiboutienne
  - Cuisine éthiopienne
  - Cuisine érythréenne
  - Cuisine kényane

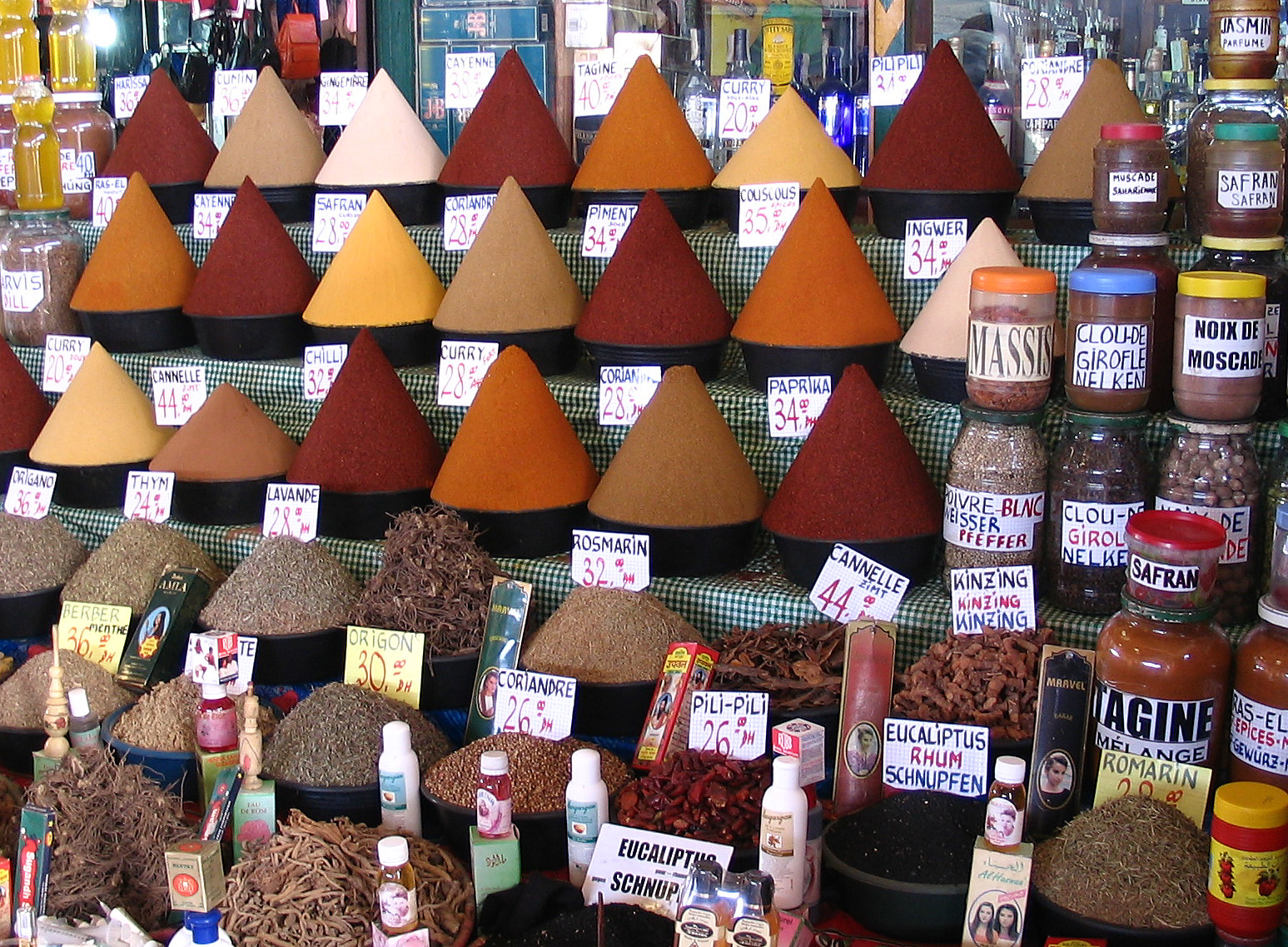
Épices au marché central d'Agadir, au Maroc.

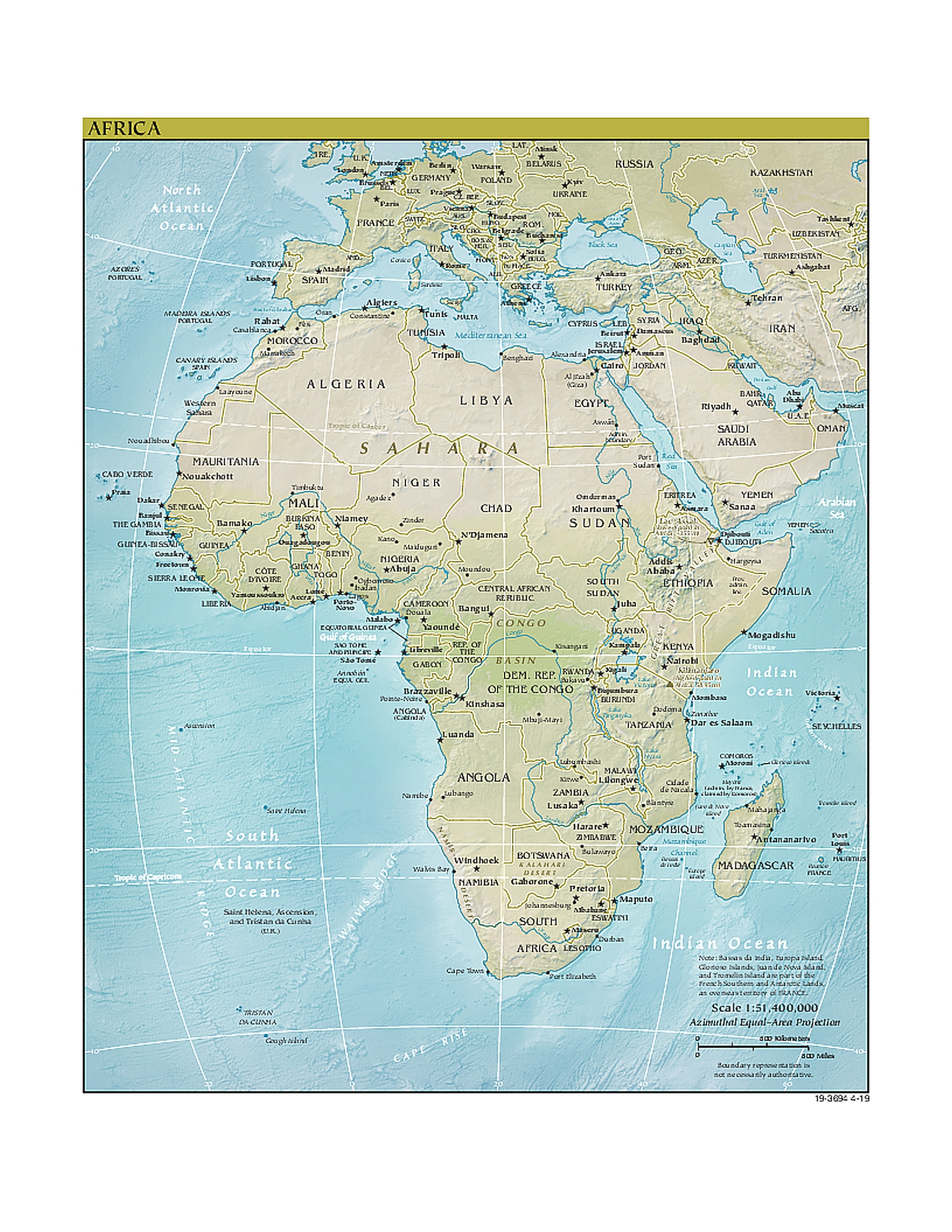
Une carte de l'Afrique.

  - la cuisine rwandaise est basée sur les aliments de base locaux produits par l'agriculture traditionnelle de subsistance et a historiquement varié entre les différents groupes ethniques du pays[26].
  - Cuisine somalienne
  - Cuisine sud-soudanaise
  - Cuisine tanzanienne

  - Cuisine zanzibarienne

  - Cuisine ougandaise

- Cuisine d'Afrique centrale

- - La cuisine angolaise est la cuisine de l'Angola, un pays du centre-sud de l'Afrique. Parce que l'Angola était une colonie portugaise pendant des siècles, la cuisine portugaise a considérablement influencé la cuisine angolaise, avec de nombreux aliments importés en Angola par les Portugais[27].
  - cuisine camerounaise
  - La cuisine centrafricaine est l'ensemble des traditions culinaires, des pratiques, des aliments et des plats associés à la République centrafricaine. Le régime alimentaire est riche en amidons de base tels que le millet et le sorgho, et utilise une quantité importante de légumes et de sauces[28].
  - La cuisine tchadienne est constituée des traditions, pratiques, aliments et plats culinaires associés à la République du Tchad. Les Tchadiens utilisent une variété de céréales, de légumes, de fruits et de viandes. Les céréales couramment consommées comprennent le millet, le sorgho et le riz comme aliments de base.
  - La cuisine congolaise de la République démocratique du Congo est l'une des cuisines les plus diversifiées du continent puisqu'elle se situe entre l'Afrique orientale et australe et a reçu des influences culinaires  portugaises (via l'extrême sud-ouest du pays), moyen-orientales et indiennes (via les provinces swahilophes à l'est du pays). Le Soso ya mwamba est le plat national.
  - La cuisine de la République du Congo
  - La Cuisine équatoguinéenne
  - La cuisine gabonaise est la cuisine des traditions, des pratiques, des aliments et des plats associés à l'État souverain du Gabon. La cuisine française est répandue comme une influence notable, et dans les grandes villes, diverses spécialités françaises sont disponibles[29]. Dans les zones rurales, les aliments de base tels que le manioc, le riz et les ignames sont couramment utilisés[28] .
  - La cuisine de Sao Tomé-et-Principe

- Cuisine d'Afrique australe

- - Cuisine botswanaise
  - Cuisine comorienne
  - Cuisine lésothienne
  - Cuisine malgache englobe les nombreuses traditions culinaires diverses de l'île de Madagascar dans l'océan Indien.
  - Cuisine malawite
  - Cuisine mauricienne
  - Cuisine du Mozambique - Présents depuis près de 500 ans, les Portugais ont fortement marqué la cuisine mozambicaine. Des cultures telles que le manioc (une racine féculente) et les noix de cajou (le Mozambique était autrefois le plus grand producteur de ces noix) et le pãozinho (prononcé pow-zing-yo ; petits pains à la portugaise) ont été importés par les Portugais.
  - Cuisine namibienne
  - Cuisine des Seychelles
  - Cuisine sud-africaine
  - Cuisine eswatinienne est largement déterminée par les saisons et la région géographique. Les aliments de base à Eswatini comprennent le sorgho et le maïs[30], souvent servis avec de la viande de chèvre, un bétail très populaire là-bas[31].
  - Cuisine zambienne - L'alimentation de base de la Zambie est basée sur le maïs. Il est normalement consommé sous forme de bouillie épaisse, appelée nshima (mot nyanja), préparée à partir de farine de maïs communément appelée farine de farine. Cela peut être consommé avec une variété de légumes, de haricots, de viande, de poisson ou de lait caillé selon l'emplacement géographique / l'origine.
  - Cuisine zimbabwéenne

- Cuisine ouest-africaine

- - La cuisine béninoise est connue en Afrique pour ses ingrédients exotiques et ses plats savoureux. La cuisine béninoise comprend de nombreux plats frais servis avec une variété de sauces. La viande est généralement assez chère, et les repas sont généralement légers en viande et généreux en matières grasses végétales.
  - Cuisine burkinabé
  - La cuisine du Cap-Vert - Le régime alimentaire du Cap-Vert est principalement basé sur le poisson et les aliments de base comme le maïs et le riz. Les légumes disponibles pendant la majeure partie de l'année sont les pommes de terre, les oignons, les tomates, le manioc, le chou, le chou frisé et les haricots secs. Des fruits comme la banane et les papayes sont disponibles toute l'année, tandis que d'autres comme les mangues et les avocats sont saisonniers.
  - La cuisine nigérienne reflète de nombreuses cuisines africaines traditionnelles et une quantité importante d'épices est utilisée dans les plats. Viandes grillées, légumes de saison, salades et sauces diverses font partie des aliments consommés.
  - Cuisine gambienne
  - Cuisine ghanéenne
  - cuisine guinéenne
  - Cuisine bissaoguinéenne
  - cuisine ivoirienne
  - Cuisine libérienne
  - Cuisine malienne
  - Cuisine nigériane
  - Cuisine sénégalaise
  - Cuisine sierraléonaise
  - La cuisine togolaise est la cuisine de la République togolaise, un pays d'Afrique de l'Ouest. C'est souvent une combinaison de cuisines africaines, françaises et allemandes[32]. La cuisine compte de nombreuses sauces et pâtés, dont beaucoup sont à base d'aubergines, de tomates, d'épinards et de poisson.